# Wyndham Worldwide
Wyndham Destinations (anciennement connu comme Wyndham Worldwide Corporation) est un groupe hôtelier américain, son siège social est situé à Parsippany-Troy Hills, au New Jersey. 

## Histoire
Elle est issue d'une scission de Cendant, un conglomérat hôtelier, d'agence immobilière, de programme de fidélité, de service de voyage et de location de véhicules.

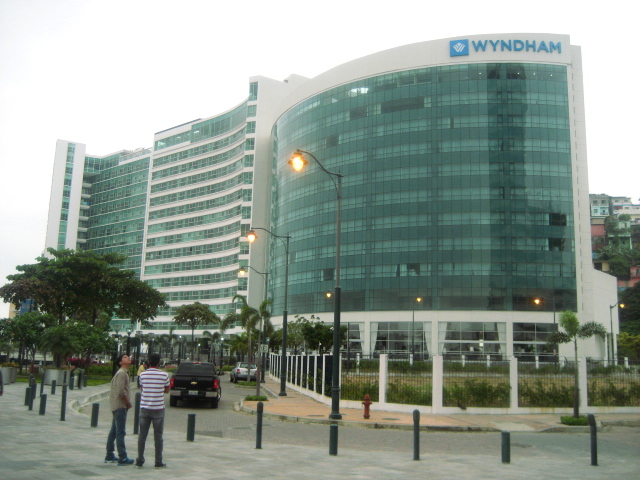
Wyndham Hotel Guayaquil à Guayaquil, Équateur

En 2016, selon le cabinet français de conseil en hôtellerie Hospitality ON, le groupe Wyndham arrive en 4e position dans le monde avec 678 042 chambres .
En janvier 2018, Wyndham Worldwide annonce l'acquisition de La Quinta Holdings pour 1,95 milliard de dollars. En juin de la même année, la compagnie annonce la scission de Wyndham Hotels & Resorts et le changement de nom à Wyndham Destinations, ainsi que de son code de valeur boursière (WYND).

## Marques du groupe
Wyndham Hotel Group comprend 18 marques:
- Baymont Inn & Suites
- Days Inn
- Dazzler Hotels
- Dolce
- Esplendor Boutique Hotels
- Hawthorn Suites
- Howard Johnson's
- Knights Inn
- Microtel Inn And Suites
- Ramada
- Super 8
- The Trademark Hotel Collection
- Travelodge
- TRYP by Wyndham
- Wingate By Wyndham
- Wyndham Hotels & Resorts
- Wyndham Garden Hotels
- Wyndham Grand Collection